# 高効率エネルギーシステム
高効率エネルギーシステム（こうこうりつエネルギーシステム）とは、高効率な空調機・給湯器。ヒートポンプ、太陽光、太陽熱、地中熱などの自然エネルギーを利用しているエネルギーシステム。NEDOが指定する省エネルギー補助金の対象となっている。